# Wilhelm Lürkens
Wilhelm Lürkens – łódzki fabrykant, zajmował się przemysłem dziewiarskim. 
Jego fabryki znajdowały się przy ul. Piotrkowskiej 63 oraz ulicy Piotrkowskiej 70. Na początku XX wieku zarówno fabryka Lurkensa jak i dom oraz magazyn zostały wystawione na licytację. Pomimo czterokrotnej próby sprzedaży, nie znalazł się jednak nabywca na te budynki. W 1905 roku z powodu wybuchu rewolucji licytację wstrzymano, a Lurkens wyszedł z długów.
Pozwoliło mu to w 1909 roku powiększyć fabrykę. Elementem charakterystycznym nowej fabryki był ogromny komin połączony z maszyną parową. Rozbudowa fabryki pozwoliła podwoić wartość produkcji do 550.000 rubli. 
Lurkens oszczędzał podczas budowy fabryki, gdyż jego marzeniem było zbudowanie pałacu, w którym mógłby prezentować dzieła sztuki, dlatego też nowa fabryka miał drewniane stropy.
W 1910 roku Lurkens otrzymał pożyczkę od Łódzkiego Towarzystwa Kredytowego w wysokości 75 tysięcy rubli. Pieniądze zostały przeznaczone na budowę pałacu przy al. Kościuszki 33/35 oraz na dzieła sztuki, których Lurkens był kolekcjonerem. 
Wilhelm Lurkens zmarł 22 lutego 1920 roku. Po jego śmierci rodzina wyprzedała większość zgromadzonej przez niego kolekcji i majątku.